# قطعنامه ۱۸۴۲ شورای امنیت
قطعنامه  ۱۸۴۲ شورای امنیت سازمان ملل متحد که در تاریخ ۲۹ اکتبر ۲۰۰۸ تصویب شد، سندی بین‌المللی دربارهٔ بررسی وضعیت در ساحل عاج است. این قطعنامه طی نشست ۶۰۰۴ام با ۱۵ رای موافق، ۰ مخالف و ۰ ممتنع تصویب شد.